# O(1)排程器
O(1)排程器（ 英語：O(1) scheduler），Linux內核中的排程器，其使用的排程演算法，保證每個行程都能在常數時間內被執行到。因演算法效率為O(1)，因此得名。在它之前的排程器，都被稱為O(n)排程器（O(n) scheduler）。由英格·蒙內提出，在Linux-2.6.0時加入，在版本2.6.23後，被完全公平排程器取代。